# Homokmégy-halomi rovásfelirat
A homokmégy-halomi rovásfeliratot Dienes István régész fedezte fel egy tegez csontborításán. A lelet a homokmégy-halomi honfoglalás kori temető 6. számú sírjából került elő. Ez a temető a honfoglaló magyarok egyik központjában volt. Dienes szerint ez a fajta tegez ismeretlen volt az avar korban, ezért ennek a magyarok termékének kellett lennie és valószínűleg Árpád nagyfejedelem hadseregének egyik harcosáé volt.

## Az emlék és olvasata

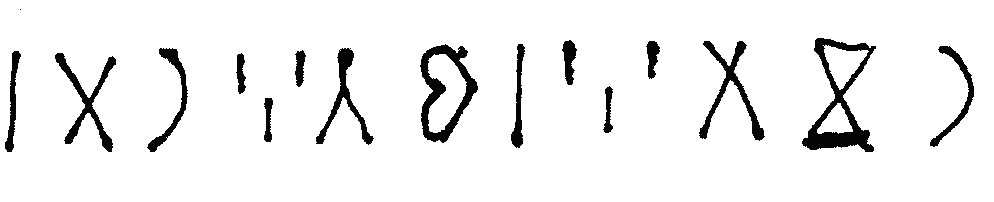
A felirat, Vékony Gábor átíratában

Ezen írásemlék jellegzetessége, hogy nem a hajdani Kazár Kaganátus területéről került elő. Egyes karaktereiben különös rokonságot mutat a Minusinski orsókorong oldalán lévő steppei rovásfeliraton szereplő karakterekkel.

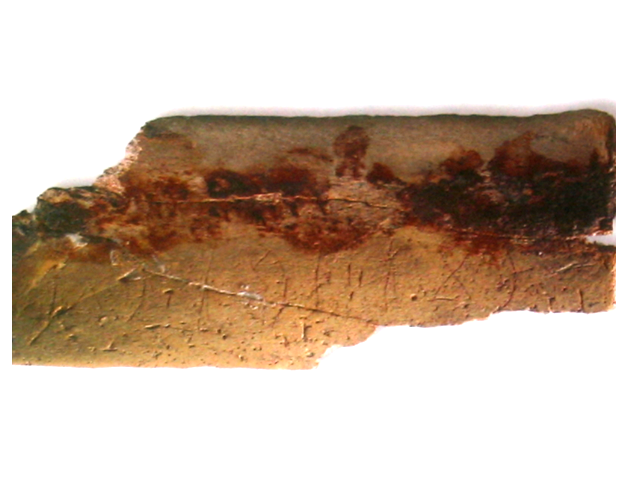
A homokmégy-halomi steppei rovásírásos felirat a 900-as évekből

Vékony Gábor régész fejtette meg először a rovásfeliratot, amely steppei rovással készült.
A felirat olvasata: onoqlïɣ saɣdaɣïn bas (IPA jelek használatával). Törökből való fordítása: Tíznyilas tegezzel győzz!

## Kritikák, alternatív elméletek
Vékony elméletével szemben megfogalmazódtak kritikák is. Ezek egyike szerepel Riba István cikkében.

## Forrásművek
- Dienes István (1972): A honfoglaló magyarok. Budapest
- Dienes, István (1992): A Kalocsa környéki rovásemlékről, pp. 31–40. In: Sándor, Klára (1992, ed.), Rovásírás a Kárpát-medencében. In series: Library of the Hungarian Ancient History 4. Szeged: József Attila University of Sciences, Department of Altayistics. ISBN 963-481-885-4
- Vékony, Gábor (1985): Késő népvándorláskori rovásfeliratok. In: Életünk Vol. XXII, No. 1, pp. 71–84
- Vékony, Gábor (1987): Későnépvándorláskori rovásfeliratok a Kárpát-medencében. Szombathely-Budapest: Életünk szerkesztősége. ISBN 978-963-025-132-7
- Vékony Gábor (2004): A székely írás emlékei, kapcsolatai, története. Budapest: Nap Kiadó. ISBN 963-9402-45-1
- Hosszú, Gábor (2011): Heritage of Scribes. The Relation of Rovas Scripts to Eurasian Writing Systems.  First Edition. Budapest: Rovas Foundation, https://books.google.hu/books?id=TyK8azCqC34C&pg=PA1 (angolul)